# Município de Troy (condado de Richland, Ohio)
O município de Troy (em inglês: Troy Township) é um município localizado no condado de Richland no estado estadounidense de Ohio. No ano de 2010 tinha uma população de 7.000 habitantes e uma densidade populacional de 114,91 pessoas por km².

## Geografia
O município de Troy encontra-se localizado nas coordenadas 40° 41′ 05″ N, 82° 36′ 57″ O. Segundo a Departamento do Censo dos Estados Unidos, o município tem uma superfície total de 60.92 km², da qual 57,48 km² correspondem a terra firme e (5,64 %) 3,44 km² é água.

## Demografia
Segundo o censo de 2010, tinha 7.000 habitantes residindo no município de Troy. A densidade populacional era de 114,91 hab./km². Dos 7.000 habitantes, o município de Troy estava composto pelo 96,49 % brancos, o 1,23 % eram afroamericanos, o 0,19 % eram amerindios, o 0,83 % eram asiáticos, o 0,09 % eram de outras raças e o 1,19 % eram de uma mistura de raças. Do total da população o 1,29 % eram hispanos ou latinos de qualquer raça.